# 彰邑彰山宮
24°04′20″N 120°32′37″E / 24.072253°N 120.543555°E
彰邑彰山宮，舊稱番社王爺宮，是位於臺灣彰化縣彰化市彰山里的池府王爺廟，原為巴布薩族半線社廟宇。

## 沿革
《彰化縣志》記載彰山宮原稱「番社王爺宮」，是在乾隆卅五年（1770年）官方為了鎮撫半線社而建。廟身曾在一場暴風雨摧毀，當地原住民募款修復，後來卻被漢人繼承，成了原漢合祀的宮廟，旁祀南鯤鯓代天府分靈的李、吳、朱、范四府千歲。
蘆溝橋事變前，彰化市役所已感財政日漸困難，市議員為經與日本警察當局謀議後，即藉口包括此廟的彰化市寺廟財產原本都是地方人士及信徒捐獻，卻被廟祝或少數人員占為己有或中飽私囊，且滋生糾紛，造成社會不安，應收歸公家管理，並撥出經費充作地方教育、公益事業財源。市議會設立彰化市寺廟整理委員會，由日籍市長擔任主任委員，正式接管。戰後初期，省轄彰化市政府依據省府指示辦法，改組寺廟管理單位為寺廟興辦公益慈善事業委員會，仍以市長擔任主任委員。1948年1月，內政部通知憲政時期應廢止寺廟興辦公益慈善事業辦法，市政府遂引用1929年國民政府公布的《監督寺廟條例》規定，以彰化市代管的十五座寺廟及七個神明會已無信徒組織，應視同荒廢寺廟，改設彰化市寺廟管理委員會，報經省府核定繼續管理。
由於彰山宮被市公所代管，信徒因此不能組織管理委員會，改為成立名為「彰山宮文化慈善事業協會」的組織。其協會理事長李龍洲回憶，1963年內政部曾函示，彰山宮原信徒要求發還時，政府查證當時確非荒廢寺廟，應依一般規定辦理，可是他們幾乎每年申請，每次都失敗。
2000年，廟身重建。
市長邱建富上任後，兌現其政見，2011年3月28日市府同意把彰山宮廟產返還給彰山宮文化慈善事業協會，相關公文呈報彰化縣政府審核、內政部核備，成了彰化市第一座還廟於民的申請案。脫離市公所代管後，信徒成立管理委員會，開始以收入對所在彰山里發放老人重陽敬老金。

## 祭祀
彰邑彰山宮每十二年前往南鯤鯓代天府謁祖進香遶境，來回路線依序為蚵寮保安宮、南鯤鯓代天府、笨港口港口宮、水碓賜福宮，然後於彰化市大埔接駕與彰化市區繞境。
彰化南瑤宮笨港進香回程後，如果進香年是「三媽年」，則由彰山宮負責接頭香，否則是彰化大南門開彰祖廟、或五福戶開基祖廟輪流。為由彰山宮主祀的池府千歲接頭香。
水碓賜福宮每十二年會舉行回彰邑彰山宮謁祖進香。

## 外部連結
- 彰邑彰山宮的Facebook專頁